# Michael Ponce De León
Michael Ponce de León (Miami, 4 de julio de 1922-México, 23 de enero de 2006) fue un grabador y pintor estadounidense.

## Biografía
Ponce de León nació el 4 de julio de 1922 en Miami, Florida. Sus primeros años de vida y educación los tuvo en la Ciudad de México. Allí estudió en la Universidad Nacional Autónoma de México y en la Universidad de la Ciudad de México. Durante la Segunda Guerra Mundial sirvió en las Fuerzas Aéreas del Ejército de Estados Unidos. Después de la guerra se instaló en Nueva York, donde estudió en la Art Students League, la Academia Nacional de Dibujo y la Escuela del Museo de Brooklyn.
En 1966 tuvo una exposición individual en la Galería de Arte Corcoran en Washington D. C.. En 1967 Ponce de León recibió una de las Becas Guggenheim.
Ponce de León enseñó en una variedad de colegios y universidades desde 1953 hasta 1980, incluyendo Art Students League, la Universidad de Columbia, Cooper Union, Hunter College, la Universidad de Nueva York, Pratt Institute, el Centro de Arte Gráfico Pratt y Vassar College. Sus grabados y pinturas se encuentran en las colecciones del Instituto de Arte de Chicago, el Museo de Arte Moderno, la Galería Nacional de Arte, el Museo Smithsoniano de Arte Americano, y el Centro de Arte Walker.
Ponce de León falleció en México el 23 de enero de 2006.